# Церковь Космы и Дамиана (Тёплое)
Церковь Космы и Дамиана (Космодемьянская церковь; Козьмодемьянская церковь, церковь во имя святых безсребреников Космы и Дамиана) — православный храм в селе Тёплом Лебедянского района Липецкой области. В настоящее время ведутся реставрационные работы. Названа в честь святых братьев Космы и Дамиана.

## История храма
Космодамианский храм в Тёплом был полностью построен в 1842 году.

## Современное состояние
На церкви Космы и Дамиана ведутся реставрационные работы. Во время их проведения в 2009 году была обнаружена фресковая живопись. Архитекторы считают, что фрески могли бы принадлежать русскому живописцу XIX века Тимофею Мягкову.
На Космодамианской церкви на высоте 28 м установлен купол, диаметр которого 10 м.
С 2010 года в церкви возобновлены богослужения.